# Вахтангов, Евгений Сергеевич
Евгений Сергеевич Вахтангов (15 декабря 1942 года, Омск, РСФСР, СССР — 19 июня 2018 года, Москва, Россия) — советский и российский художник, академик Российской академии художеств (2012). Сын С. Е. Вахтангова, внук Е. Б. Вахтангова.

## Биография
Родился 15 декабря 1942 года в Омске (где Театр имени Вахтангова был в эвакуации).
В 1970 году окончил Московский государственный художественный институт имени Сурикова, мастерская М. М. Курилко.
С 1974 года — член Московского союза художников.
С 1995 по 2011 годы — преподаватель живописи факультета сценографии РАТИ (ГИТИС).
В 2012 году избран академиком Российской академии художеств от Отделения живописи.
Скончался 19 июня 2018 года. Похоронен в Москве на Новодевичьем кладбище рядом с родными(место 2-11-22).

## Творческая деятельность
Основные проекты и произведения:
«Праздничный вечер» (1976 г.), «Плач» (1988 г.), «Улица Горького» (1981—1984 гг.) «Ночь. Красная площадь», (1987 г.), «Все будет хорошо»(2006 г.), «Модерн», (1993 г.), «Катаклизм» (1993 г.), «Спонтансюрр № 10», (1991 г.), «Ценники-2» (2006 г.)
Произведения находятся в собраниях Московского музея современного искусства, Государственной Третьяковской галереи, Русского музея и др.